# Homalotylus himalayensis
Homalotylus himalayensis är en stekelart som beskrevs av Yin-Xia Liao 1982. Homalotylus himalayensis ingår i släktet Homalotylus och familjen sköldlussteklar. Inga underarter finns listade i Catalogue of Life.